# Восстание Дьёрдя Дожи
Восстание Дьёрдя Дожи в Венгрии в 1514 году или Венгерская крестьянская война 1514 года — антифеодальное восстание крестьянства в Венгрии, начатое как крестовый поход против турок. Вызвано нарастанием кризисных явлений в феодальном строе стран Центральной Европы, сопровождавшимся усилением эксплуатации бесправных крепостных крестьян при истощении возможностей дальнейшего экстенсивного экономического развития в условиях феодализма. Поводом к единению и сплочению широких крестьянских масс явились ответные меры Венгерского королевства и Папского престола на экспансию Османской империи в Европе.

## Предыстория

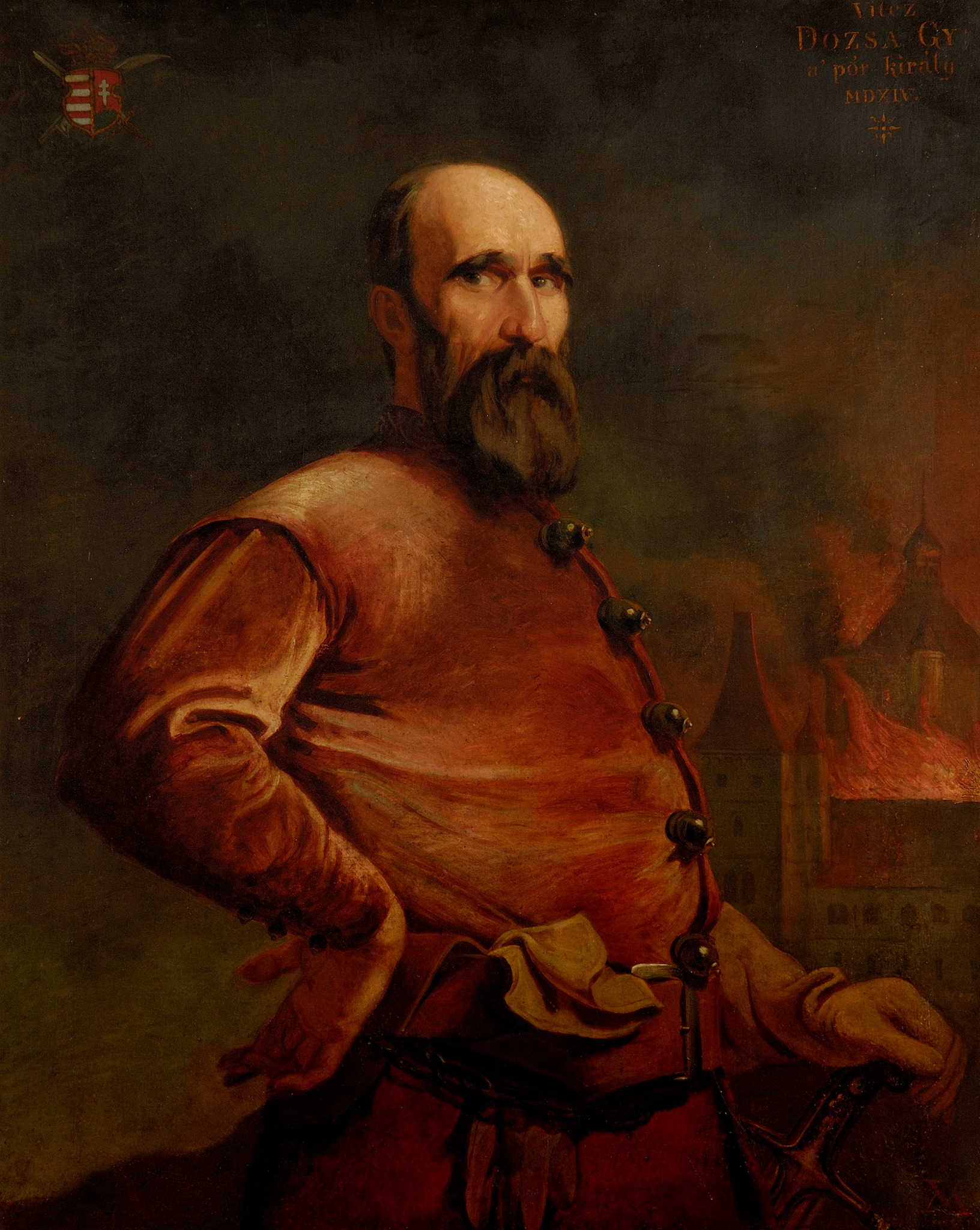
Дьёрдь Дожа

За восхождением на престол нового турецкого султана Селима I Грозного в 1512 году последовал целый ряд частых опустошительных набегов турецких войск с территории захваченных балканских стран на Хорватию, Сербию и Венгрию. В 1513 году папа римский Лев X поручил организацию антитурецкого крестового похода епископу, бывшему крепостному крестьянину, Томашу Бакоци, достигшему высоких постов при короле Матьяше Корвине и ставшему крупным эстергомским землевладельцем. Непосредственным поводом к организации крестьянского ополчения послужила обнародованная 9 апреля 1514 года булла Льва Х о крестовом походе против Оттоманской Порты.
Набранное в кратчайшие сроки добровольческое войско получило название ку́руцев, то есть крестоносцев, и состояло преимущественно из крестьянства, ремесленников, странствующих студентов, нищенствующих монахов, мелких священников и городской бедноты (впоследствии название «куруцы» будет распространено на всех венгерских борцов против владычества Габсбургов). Предводителем куруцев 23 апреля был назначен мелкий провинциальный дворянин Дьёрдь Дожа, называемый за своё трансильванское происхождение также Дьёрдем Секеем. Под его началом было объединено около 40 000 добровольцев, что вызвало опасения дворянства, также присутствовавшего в рядах куруцев. Собранные на Ракошском поле под Пештом отряды ополченцев, вооружённых косами и дубинами, с прибытием новых крестьянских сил всё более принимало черты типичной средневековой антифеодальной революционной армии. Между тем Дьёрдь Дожа с 10 000 куруцев отбыл за Тису, намереваясь повести за собой и собрать воедино все местные ополчения, после чего объединёнными силами ударить по турецким форпостам на Балканах.

## Отмена крестового похода и начало крестьянской войны
Дворяне, осознав опасность потери контроля над народным ополчением, 23 мая добились отмены дальнейшего набора крестоносцев, а король Уласло II (правящий одновременно в Чехии в качестве Владислава V) отдал Бакоци приказ отменить крестовый поход. Обманутые крестьяне-крестоносцы, почувствовав предательство господ, атаковали позиции венгерских рыцарей у Пешта. В других случаях сами дворяне начинали расправу над крестьянами. После крупной стычки между крестьянами и дворянским ополчением Иштвана Батори-старшего при Апатфальве король пришёл к выводу, что единственным путём к избежанию крестьянской войны может быть только действительная война с Османской империей.
Однако королевский приказ выступить против турок поступил слишком поздно: Дожа под влиянием крестьянского идеолога Лёринца Месароша призвал преданных крестьян и солидарных с ними представителей угнетённых слоёв населения к бескомпромиссной борьбе против дворянства. Вскоре он с верными ополченцами ворвался в Надьлакский замок, где продолжались гуляния опьянённых победой Батори и его соратников. К началу июня антифеодальное движение охватило большую часть страны — от Хуста, Шарошпатака и Кежмарка на севере до трансильванских Кечкешвара, Коложвара, Торды и Деша на юго-востоке. В июне-июле 1514 года ополчение восставших куруцев начало наступление в трёх основных направлениях. После взятия Арада, Вилагоша, Шоймоша и Липпы крестоносцы взяли под свой контроль медье Бихар, Бач и Бодрог.

## Поражение восстания
Один из наиболее близких к народу лидеров восставших, аббат Лёринц из Надьварада 10 июля осадил Коложвар (современную Клуж-Напоку), но был разбит и принял мученическую смерть. Возглавлявшиеся Дьёрдем Дожей основные силы куруцев форсировали Тису и на подступах к Темешвару (современной Тимишоаре) вступили в неравное сражение с отборной 25-тысячной армией феодалов во главе с могущественным землевладельцем Яношем За́пойяи (будущим правителем Трансильвании). 15 июля главные силы крестьянской армии Дожи численностью около 33 тысяч человек были разбиты, а сам Дожа — серьёзно ранен, после чего попал в плен, несмотря на данные феодалами обязательства свободного пропуска повстанцев.
Предводитель восстания был казнён 20 июля 1514 года с беспрецедентной жестокостью: вначале он был предан мучениям, поджарен на раскалённом троне, после на его голову была надета раскалённая корона, а затем тело ещё живого Дьёрдя Дожи было разорвано на части и скормлено его последователям.
Отряды Амбруша Салереши (горожанин), стоявшие у Пешта, были разгромлены 21 июня у деревни Губач, отряд священника Мартона у Эгера — 26 июня. К осени 1514 года все очаги восстания были подавлены; феодалы истребили около 50 000 человек, принимавших участие в крестьянской войне куруцев. В октябре — ноябре 1514 года на заседаниях Государственного собрания в Пеште было утверждён подготовленный Иштваном Вербёци кодекс под названием Трипартитум (то есть «Троекнижие»), который ещё сильнее ухудшал бедственное положение крестьянства. В частности, в Трипартитуме были предписаны разделение на сословия, прикрепление крестьян к земле на вечные времена, ежегодный подушный налог с крестьян в размере 1 форинт, а также еженедельная барщина.
Разгром восстания и дальнейшее ущемление прав крестьян окончательно подорвали силы Венгрии, поэтому в результате битвы при Мохаче в 1526 году она стала лёгкой добычей турецких войск Сулеймана Великолепного.